# Paradesmodora
Paradesmodora är ett släkte av rundmaskar. Paradesmodora ingår i familjen Desmodoridae.
Kladogram enligt Catalogue of Life:
| Paradesmodora | \| \| Paradesmodora campbelli \| \| \| \| \| \| Paradesmodora cephalata \| \| \| \| \| \| Paradesmodora immersa \| \| \| \| \| \| Paradesmodora punctata \| \| \| \| \| \| Paradesmodora sinuosa \| \| \| \| \| \| Paradesmodora supplementatis \| \| \| \| \| \| Paradesmodora toreutes \| \| \| \| |
|               | \| \| Paradesmodora campbelli \| \| \| \| \| \| Paradesmodora cephalata \| \| \| \| \| \| Paradesmodora immersa \| \| \| \| \| \| Paradesmodora punctata \| \| \| \| \| \| Paradesmodora sinuosa \| \| \| \| \| \| Paradesmodora supplementatis \| \| \| \| \| \| Paradesmodora toreutes \| \| \| \| |
|               | Acanthopharyngoides |
|               | |
|               | Acanthopharynx |
|               | |
|               | Amphispira |
|               | |
|               | Aponema |
|               | |
|               | Calomicrolaimus |
|               | |
|               | Chromaspirina |
|               | |
|               | Cinctonema |
|               | |
|               | Crassolaimus |
|               | |
|               | Desmodora |
|               | |
|               | Eubostrichus |
|               | |
|               | Ixonema |
|               | |
|               | Laxonema |
|               | |
|               | Laxus |
|               | |
|               | Leptonemella |
|               | |
|               | Metachromadora |
|               | |
|               | Metadesmodora |
|               | |
|               | Microlaimus |
|               | |
|               | Molgolaimus |
|               | |
|               | Onyx |
|               | |
|               | Paramicrolaimus |
|               | |
|               | Parathalassoalaimus |
|               | |
|               | Polysigma |
|               | |
|               | Prodesmodora |
|               | |
|               | Pseudochromadora |
|               | |
|               | Pseudomelachromadora |
|               | |
|               | Robbea |
|               | |
|               | Sigmophoranema |
|               | |
|               | Spirinia |
|               | |
|               | Squanema |
|               | |
|               | Stilbonema |
|               | |
|               | Xenonema |
|               | |
|               | Paradesmodora campbelli |
|               | |
|               | Paradesmodora cephalata |
|               | |
|               | Paradesmodora immersa |
|               | |
|               | Paradesmodora punctata |
|               | |
|               | Paradesmodora sinuosa |
|               | |
|               | Paradesmodora supplementatis |
|               | |
|               | Paradesmodora toreutes |
|               | |

|  | Paradesmodora campbelli      |
|  |                              |
|  | Paradesmodora cephalata      |
|  |                              |
|  | Paradesmodora immersa        |
|  |                              |
|  | Paradesmodora punctata       |
|  |                              |
|  | Paradesmodora sinuosa        |
|  |                              |
|  | Paradesmodora supplementatis |
|  |                              |
|  | Paradesmodora toreutes       |
|  |                              |